# Костяев, Дмитрий Александрович
Дми́трий Алекса́ндрович Костя́ев (13 декабря 1989, Куйбышев, СССР) — российский футболист, защитник и полузащитник.

## Карьера
Дмитрий Костяев — воспитанник самарского футбола, с 2006 по 2008 год играл за команду «Юнит», которая выступала во Втором дивизионе, провёл за неё 60 матчей и забил 3 гола, в Кубке страны принимал участие в двух играх. В 2009 году играл за молодёжную команду «Крыльев Советов», проведя за клуб все 30 матчей в первенстве, забив при этом 7 мячей. Дебютировать в Премьер-лиге мог уже в стартовом туре чемпионата 2010 года, который «Крылья» провели против «Зенита», однако на замену так и не вышел. Во 2-м туре с первых минут появился на поле и отыграл весь матч против московского «Локомотива» (0:3).
После выступления в «Крыльях» играл за любительский клуб «Сергиевск».